# امامزاده موسی و سلیم
امامزاده موسی و سلیم مربوط به سده‌های ۸ و ۹ ه‍.ق است و در شهرستان طالقان، روستای اسفاران واقع شده و این اثر در تاریخ ۱۷ اسفند ۱۳۸۱ با شمارهٔ ثبت ۷۶۲۵ به‌عنوان یکی از آثار ملی ایران به ثبت رسیده است.